# マリア・アントニア・フォン・エスターライヒ＝トスカーナ
マリア・アントニア・フォン・エスターライヒ＝トスカーナ（Maria Antonia Erzherzogin von Österreich-Toskana, 1899年7月13日 - 1977年10月22日）は、オーストリア帝室の分枝ハプスブルク＝トスカーナ家出身の大公女（Erzherzogin）。トスカーナ大公レオポルド2世の曾孫。

## 生涯
レオポルト・ザルヴァトール大公と、その妻でスペインのカルリスタ王位請求者であるマドリード公カルロス・マリアの娘ブランカの間の第6子、四女として生まれた。全名はマリア・アントニア・ローベルタ・ブランカ・レオポルディーナ・カローレ・ヨーゼファ・ラファエラ・ミヒャエラ・イグナティア・アウレリア（Maria Antonia Roberta Blanka Leopoldina Karole Josepha Raphaela Michaela Ignatia Aurelia）である。家族からはミミ（Mimi）の愛称で呼ばれた。両親はウィーンにパレ・トスカーナとヴィルヘルミーネンベルク城の2つの城館を所有し、後者の城だけで80人以上の使用人を抱えるなど、裕福な資産家だった。9人の兄弟姉妹がいたが、すぐ下の妹アスンタと一緒に育てられた。1918/1919年の二重帝国と君主制の崩壊に伴い、大公一家は皇族の身分と全財産を失った。（2人の年長の兄を除く）大公一家全員はオーストリア共和国市民に登録するのを拒み、1919年1月にスペインのバルセロナに亡命、以前に較べると貧しい生活を送った。
年の離れた3人の姉ドローレス、マリア・インマクラータ、マルガレータが両親に従順だったのに対し、マリア・アントニアとアスンタの年若い2人の姉妹は反抗的で、頻繁に母ブランカ大公妃と衝突した。2人姉妹は徐々に宗教生活に傾倒していった。両親は共に信心深いカトリック信徒ではあったものの、下の娘たちの信仰生活への情熱に不安を感じていた。母大公妃はマリア・アントニアの修道院に入りたいという願望を理解せず、彼女の宗教的な情熱が妹アスンタに影響を与えることを嫌った。両親はマリア・アントニアの決心を翻すきっかけになればと、マヨルカ島への旅行に娘を伴った。これは父大公の叔父でマヨルカ島に隠棲したルートヴィヒ・ザルヴァトール大公が残した資産の相続請求のための旅行だったが、両親は叔父の遺産を得ることは出来なかった。しかしマリア・アントニアはこの島で出会った男性と恋に落ち、修道女になる決心を捨ててしまった。相手は貧窮した下級貴族の息子ラモン・オルランディス・イ・ビジャロンガ（1896年 - 1936年）で、彼の父親は貴族の資産税を支払うことが出来ず、爵位を剥奪されていた。2人の婚礼は1924年6月16日にバルセロナで挙げられた。夫妻はマヨルカ島で暮らし、1男4女の5人の子女をもうけた。長男フアン・オルランディス・イ・アブスブルゴ（1928年 - 1977年）は、1963年にピノパール男爵に叙せられている。
1936年にラモンと死別すると、スペイン内戦を避けて南米に移住した。1942年、モンテビデオでアルゼンチン人ルイス・ペレス・スクレ（1899年 - 1957年）と再婚した。

## 引用
1. ↑  Harding, Lost Waltz, p. 28
2. ↑  McIntosh, The Unknown Habsburgs, p. 48
3. ↑  McIntosh, The Archduchess From Texas, p. 36
4. ↑  Harding, Lost Waltz, p. 115